# Malasia en los Juegos Olímpicos de Milán-Cortina d'Ampezzo 2026
Malasia participará en los Juegos Olímpicos de Milán-Cortina d'Ampezzo 2026. El responsable del equipo olímpico es el Consejo Olímpico de Malasia, así como las federaciones deportivas nacionales de cada deporte con participación.